# Biblia Alfonsina

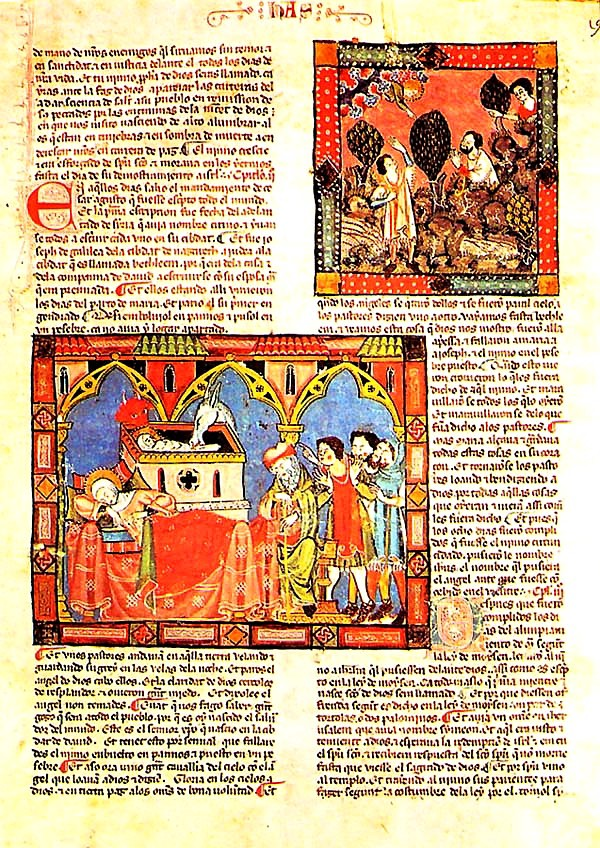
Biblia Alfonsina – strona przedstawiająca narodzenie Jezusa

Biblia Alfonsina (hiszp. Biblia alfonsina) – pierwszy rękopiśmienny hiszpański przekład Pisma Świętego na średniowieczny język kastylijski ukończony w roku 1280. Nie jest to tłumaczenie w ścisłym znaczeniu lecz forma zbiorczej parafrazy wykorzystująca również teksty pozabiblijne. W Hiszpanii często uważana za pierwszą Biblię hiszpańską.

## Historia
Pierwszym przekładem obszernych fragmentów Biblii w Hiszpanii była niekompletna Biblia Prealfonsina. Jej zachowane fragmenty są przechowywane w  klasztorze Escorial. Niedługo po ukończeniu tego dzieła powstała Biblia Alfonsina ukończona w roku 1280. Był to pierwszy tego typu kodeks z treściami biblijnymi w innym języku niż łacina.
Fundatorem był król Kastylii i Leónu Alfons X Mądry (1221–1284). Manuskrypt powstał w utworzonej przez króla szkole tłumaczy w Toledo, gdzie tłumaczono posiadane rękopisy arabskie czy hebrajskie na łacinę i średniowieczny kastylijski. Biblia Alfonsina była częścią większego dzieła, pięciotomowej Grande e general estoria, którego celem było napisanie historii powszechnej świata od czasów najdawniejszych do końca rządów króla Kastylii Ferdynanda III, ojca Alfonsa X. Dzieło ma kilka redakcji gdyż było stale poprawiane zarówno za życia Alfonsa X jak i po jego śmierci. Tekst biblijny stanowił jedno z wykorzystanych źródeł.
Tekst Biblii Alfonsiny jest połączeniem tłumaczenia z Wulgaty z Kanonami Euzebiusza i Historią kościelną tego samego autora, który w swoich pracach korzystał z Septuaginty. Grande e general estoria wykorzystywała również rozproszone rozdziały dzieł Owidiusza, Lukana, Pliniusza Starszego, Józefa Flawiusza, Izydora z Sewilli, Petrusa Coméstora, Godofredo de Viterbo, Gautiera de Châtillona, Rogera de Lille, Geoffreya z Monmouth, Rodrigo Jiméneza de Rada czy Al-Guazila.

## Podział
Tekst biblijny jest podzielony na 6 części:
- część I – Pięcioksiąg,
- część II – Księga Jozuego, Sędziów, 1 i 2 Samuela, 1 i 2 Królewska,
- część III – Pieśń nad pieśniami, Księga Przysłów, Mądrości, Koheleta, Psalmy, Izajasza, Ezechiela, Joela, Ozeasza, Amosa, Jonasza, Tobiasza, Hioba, 1 i 2 Kronik,
- część IV – Księga Jeremiasza, Daniela, Abdiasza, Sofoniasza, Lamentacje, Barucha, Habakuka, Judyty, Ezdrasza, Nehemiasza, Aggeusza, Zachariasza, Estery i Mądrości Syracha,
- część V – 1 Machabejska, 2 Machabejska
- część VI – Nowy Testament.

Pierwszym pełnym hiszpańskim przekładem Starego Testamentu była rękopiśmienna Biblia Alby ukończona w roku 1430. Pierwszym drukowanym przekładem w Hiszpanii była katalońska Biblia Valenciana z 1478, natomiast pierwszym drukowanym przekładem w języku hiszpańskim była Biblia Reiny (Biblia Niedźwiedzia) z roku 1569.